# Batavus

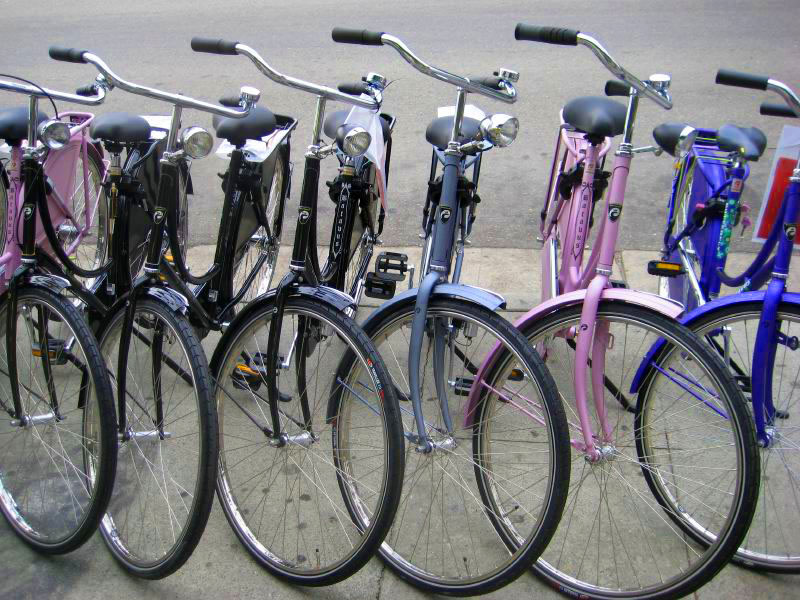
Rowery Batavus

Batavus – holenderskie przedsiębiorstwo wytwarzające rowery z siedzibą w Heerenveen, należące obecnie do grupy Accell Group.

## Działalność
Przedsiębiorstwo zostało założone 15 września 1904 przez Andriesa Gaastra (1879-1945), początkowo pod nazwą Rijwiel- en Motorenfabrik A. Gaastra, a potem Batavus NV Rijwiel & Motorenfabriek oraz Batavus Intercycle B.V. Marka Batavus została zarejestrowana w 1909. Początkowo zajmowało się sprzedażą zegarów oraz maszyn rolniczych. Kolejno zaczęto sprzedawać importowane niemieckie rowery marki Presto, a później wytwarzać własne. Produkcję rozwinięto po 1917, a w 1929 obchodzono jubileusz 25-lecia firmy.
Przedsiębiorstwo – oprócz rowerów – zajmowało się również wytwarzaniem motocykli. Pierwszy motocykl został zbudowany w 1932. Zmontowano go z roweru oraz silnika firmy Sachs. W latach 30. przedsiębiorstwo produkowało motocykle używając silników Sachs oraz ILO. Z powodu kryzysu zróżnicowano profil produkcji, zajmując się nawet łyżwami. Podobno firma zainteresowała się nimi po to, aby pracownicy w sezonie zimowym nie pozostawali bez zajęcia. Ten dział produkcji zarzucono jednak po 1955. Wprowadzano także nowe modele rowerów, propagując specjalne serie dla kobiet.
Przerwa w działalności w branży rowerowej nastąpiła w okresie II wojny światowej. Produkcję wznowiono w 1945, gdy w zubożałej wojną Europie nastał popyt na tanie motocykle i rowery. Mimo trudnej sytuacji gospodarczej zainwestowano w nową fabrykę rowerów. W 1948 firma – jako jedna z pierwszych – wypuściła na rynek motorowery. Gwałtowny rozwój przedsiębiorstwa nastąpił w latach 60. oraz 70. Rozbudowano wówczas fabrykę w Heerenveen, zatrudniając nowych pracowników. Przejęto także zakłady konkurencyjnych firm Phoenix, Magneet oraz Fongers, otworzono trzy nowe wytwórnie w Niemczech i wzmożono eksport na Wyspy Brytyjskie. Na krótko dokonano fuzji z inną wiodącą wytwórnią rowerów – Gazelle.
W latach 80. przedsiębiorstwo popadło w trudności finansowe, w wyniku czego w 1986 ogłoszono bankructwo. Firma została przejęta przez Atag Cycle Group, a potem Accell Group. Na rowerach marki Batavus ścigano się w wyścigach kolarskich, np. w 1966 w Tour de France. Jeździli na nich m.in. Monique Knol, Leontien van Moorsel, Peter Harings, a także Bobbie Traksel. W 1982 powstało muzeum firmy.
Na polskim rynku modele marki Batavus są spotykane wśród rowerów importowanych z Beneluxu, wyróżniając się klasyczną sylwetką. Nowe modele zaliczane są do rowerów z wyższej półki cenowej. Obecnie firma oferuje rowery dziecięce, miejskie, trekkingowe oraz elektryczne. Specjalne serie obejmują modele w stylu retro, zwłaszcza Old Dutch, Flying, Favoriet. Od roku 2010 Batavus stawia mocny nacisk na komfortowe rowery rekreacyjne wyposażone w hamulce rolkowe oraz biegi w piaście Shimano Nexus.
Uwagę należy też zwrócić również na niezwykle rozwijający się rynek rowerów elektrycznych, w którym Batavus odgrywa bardzo znaczącą rolę. Sprzedaż e-bików jest niezwykle dynamiczna w starzejącej się Europie, ale również coraz częściej po rowery z silnikiem sięgają młode osoby dla których zostają tworzone lifestylowe modele jak DIVA czy BLOCKBUSTER. W 2015 Batavus stosuje napędy firmy BOSCH, YAMAHA, ION (EBSC) oraz modele E-GO.
Od 2014 jedynym oficjalnym dystrybutorem marki Batavus w Polsce jest firma RoweryStylowe.pl Maciej Myszko z siedzibą we Wrocławiu.